# Heteronyx luteolus
Heteronyx luteolus är en skalbaggsart som beskrevs av Blackburn 1909. Heteronyx luteolus ingår i släktet Heteronyx och familjen Melolonthidae. Inga underarter finns listade i Catalogue of Life.